# Trémouille
Trémouille település Franciaországban, Cantal megyében. Lakosainak száma 169 fő (2022. január 1.). Trémouille Champs-sur-Tarentaine-Marchal, Montboudif, Saint-Amandin, Saint-Étienne-de-Chomeil és Saint-Genès-Champespe községekkel határos.

## Népesség
A település népessége az elmúlt években az alábbi módon változott:
| Lakosok száma | 403  | 291  | 237  | 195  | 182  | 178  | 175  | 173  | 172  | 169  |
|               | 1968 | 1982 | 1990 | 2006 | 2013 | 2015 | 2017 | 2019 | 2020 | 2022 |